# قتع الصفصاف
قَتَع الصفصاف هي عثة من فصيلة القتعيات. وهي موجودة في الجزائر والمغرب ومصر وإثيوبيا وموريتانيا والسودان وربما ناميبيا.